# الدوري الكرواتي لكرة السلة للسيدات
الدوري الكرواتي لكرة السلة للسيدات (بالكرواتية: A-1 Hrvatska košarkaška liga) هو دوري كرة سلة للسيدات في كرواتيا تأسس في سنة 1991 يلعب فيه 11 فريقا. يعتبر فريق غوسبيتش الأكثر فوزا به برصيد 8 ألقاب.

## وصلات خارجية
- الموقع%20الرسمي